# Dircenna hugia
Dircenna hugia är en fjärilsart som beskrevs av William Schaus 1902. Dircenna hugia ingår i släktet Dircenna och familjen praktfjärilar. Inga underarter finns listade i Catalogue of Life.